# Портлендська ваза

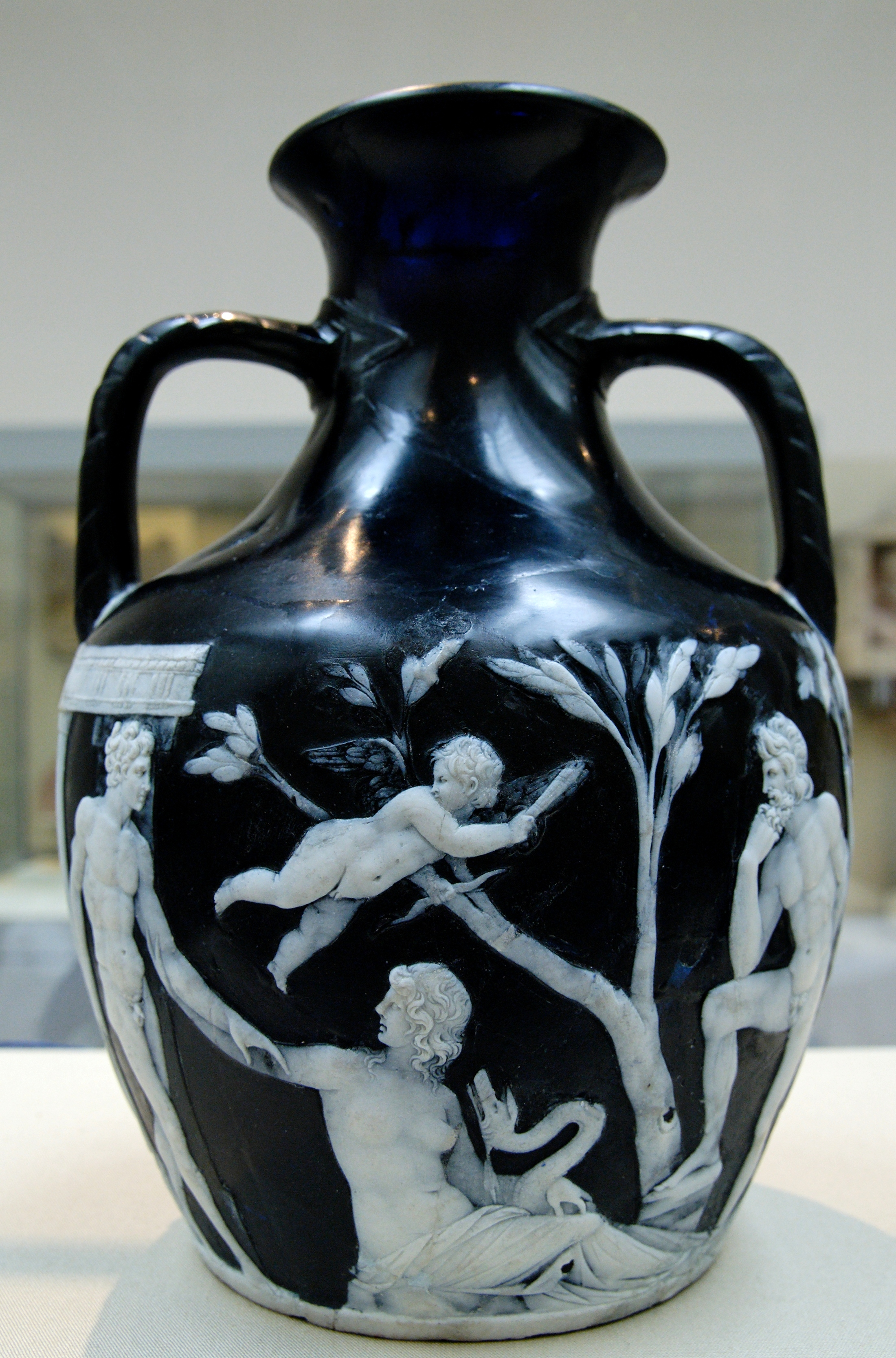
Портлендська ваза, перша сцена: три людини, Купідон та змія.

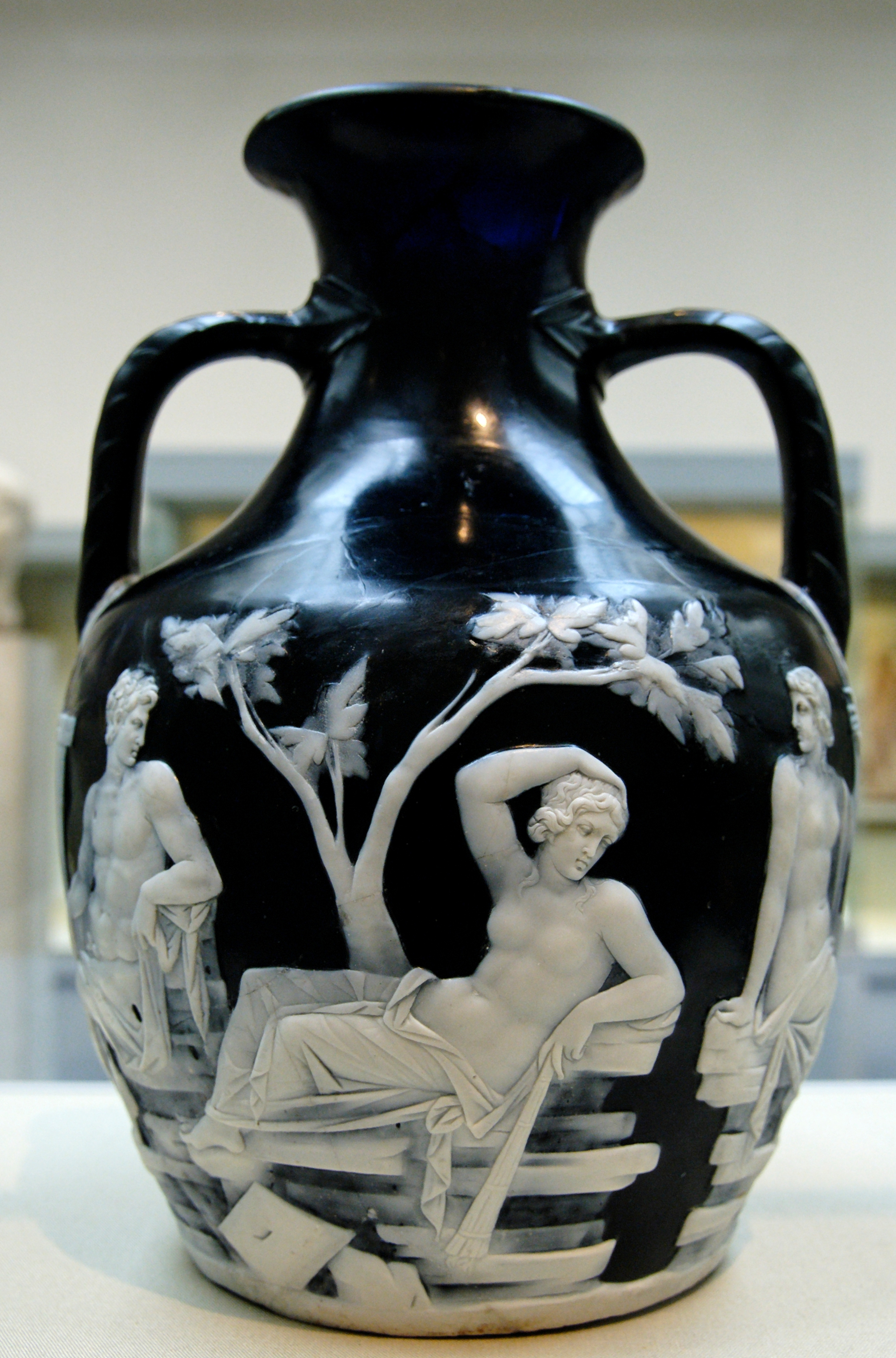
Портлендська ваза, друга сцена: три людини.

Портлендська ваза — антична ваза виготовлена у техніці камео гласс, впродовж сторіч вважається найвидатнішим витвором античного сколоробства. Була виготовлена у Римі між 1 та 25 роками нашої ери (точна дата не відома), наразі зберігається у Британському музеї. Технологічні подробиці виготовлення вази були втрачені, і наразі залишається дискусійним, як саме була створена ваза такої високої якості.

## Зовнішні вигляд
Висота вази становить 25 см, діаметр — 56 см. Виготовлена з темно-синього, майже чорного скла, поверх якого знаходяться рельєфні зображення з білого скла. На вазі зображено шість людей, херувима та змію посеред саду. Ці фігури можна згрупувати у дві сцени. Наразі не відомо, ким є зображені фігури, та існує багато правдоподібних інтерпретацій сцен із вази. Зображених людей інтерпретують як історичних осіб та як міфологічних персонажів.

## Виготовлення
Існує кілька гіпотез стосовно того, як була виготовлена ваза. Ваза могла бути виготовлена тим самим методом, що й багато іншого античного посуду камео гласс: спочатку видувалася довгаста порожниста форма синього скла, далі синє скло ще гарячим занурювалося у тигель із розплавленим білим склом, ваза видувалася та охолоджувалася. Потім майстер вирізбляв рельєф з білого скла. У такому процесі є багато труднощів: два шари скла мають добре злютуватися без бульбашок та тріщин.
Німецька дослідниця Роземарі Лірке (Rosemarie Lierke) стверджує, що портлендська ваза та інші римські вироби камео гласс могли відливатися у формах, а не вирізблялися. 
За іншою гіпотезою Роземарі Лірке, висунутою у 1990-их, гаряче синє скло видувалося, а потім занурювалося у холодне мілко перетерте біле скло (pâte de verre), біла кришка розігрівалася та злютовувалася із синім шаром. Далі майстер вирізбляв рельєф на білому склі. У 2017 році дослідники з Австралійського національного університету оприлюднили кілька підтверджень цієї гіпотези .